# Hald Amt
Hald Amt blev oprettet i 1662 af det tidligere Hald Len. Amtet bestod af herrederne:
- Fjends
- Middelsom
- Nørlyng
- Rinds

Amtet blev nedlagt ved reformen af 1793, og indgik herefter i i Viborg Amt.

## Amtmænd
- 1730 – 1744: Christian Güldencrone
- 1744 – 17??: Vilhelm Güldencrone?
- 1762 - 1775: Matthias Vilhelm Huitfeldt
- 1789 – 1813: Niels Sehested